# اجیدیو گوارناچی
اجیدیو گوارناچی (به ایتالیایی: Egidio Guarnacci) بازیکن فوتبال اهل ایتالیا است که از سال ۱۹۵۹ میلادی عضو تیم ملی فوتبال ایتالیا بوده و در ۳ بازی ملی حضور داشته‌است. او در بازی‌های ملی‌اش گلی به ثمر نرساند.
اجیدیو گوارناچی آخرین بازی ملی خود را در سال ۱۹۶۰ میلادی انجام داد.